# Otto Wurzburg
Otto Bernard Wurzburg (Grand Rapids, 10 luglio 1875 – Grand Rapids, 19 ottobre 1951) è stato un compositore di scacchi statunitense.
Nipote di William Shinkman, compose circa 1200 problemi in due, tre e più mosse, spesso con chiavi brillanti e continuazioni originali.
Alcuni suoi "task", come il tre mosse con cinque sacrifici della donna (secondo diagramma in basso), sono considerati dei classici.
Ideatore del tema "Wurzburg-Plachutta", simile al tema Plachutta ma senza sacrificio nella casa di intersezione delle linee tematiche. È sostanzialmente un Holzhausen con interferenze reciproche. Ne sono due esempi il secondo e il terzo problema riportati sotto.
Il problemista americano Edgar Holladay ha raccolto 200 suoi problemi nel libro "Wurzburg Artistry" (1974).
|   | a | b | c | d | e | f | g | h |   |
| 8 | a8 donna del bianco · b8 alfiere del nero · g8 re del bianco · c6 torre del bianco · d5 re del nero · c4 pedone del nero · d4 cavallo del bianco · e4 torre del bianco · b3 torre del nero · g3 pedone del nero · a2 torre del nero · g2 alfiere del bianco | a8 donna del bianco · b8 alfiere del nero · g8 re del bianco · c6 torre del bianco · d5 re del nero · c4 pedone del nero · d4 cavallo del bianco · e4 torre del bianco · b3 torre del nero · g3 pedone del nero · a2 torre del nero · g2 alfiere del bianco | a8 donna del bianco · b8 alfiere del nero · g8 re del bianco · c6 torre del bianco · d5 re del nero · c4 pedone del nero · d4 cavallo del bianco · e4 torre del bianco · b3 torre del nero · g3 pedone del nero · a2 torre del nero · g2 alfiere del bianco | a8 donna del bianco · b8 alfiere del nero · g8 re del bianco · c6 torre del bianco · d5 re del nero · c4 pedone del nero · d4 cavallo del bianco · e4 torre del bianco · b3 torre del nero · g3 pedone del nero · a2 torre del nero · g2 alfiere del bianco | a8 donna del bianco · b8 alfiere del nero · g8 re del bianco · c6 torre del bianco · d5 re del nero · c4 pedone del nero · d4 cavallo del bianco · e4 torre del bianco · b3 torre del nero · g3 pedone del nero · a2 torre del nero · g2 alfiere del bianco | a8 donna del bianco · b8 alfiere del nero · g8 re del bianco · c6 torre del bianco · d5 re del nero · c4 pedone del nero · d4 cavallo del bianco · e4 torre del bianco · b3 torre del nero · g3 pedone del nero · a2 torre del nero · g2 alfiere del bianco | a8 donna del bianco · b8 alfiere del nero · g8 re del bianco · c6 torre del bianco · d5 re del nero · c4 pedone del nero · d4 cavallo del bianco · e4 torre del bianco · b3 torre del nero · g3 pedone del nero · a2 torre del nero · g2 alfiere del bianco | a8 donna del bianco · b8 alfiere del nero · g8 re del bianco · c6 torre del bianco · d5 re del nero · c4 pedone del nero · d4 cavallo del bianco · e4 torre del bianco · b3 torre del nero · g3 pedone del nero · a2 torre del nero · g2 alfiere del bianco | 8 |
| 7 | a8 donna del bianco · b8 alfiere del nero · g8 re del bianco · c6 torre del bianco · d5 re del nero · c4 pedone del nero · d4 cavallo del bianco · e4 torre del bianco · b3 torre del nero · g3 pedone del nero · a2 torre del nero · g2 alfiere del bianco | a8 donna del bianco · b8 alfiere del nero · g8 re del bianco · c6 torre del bianco · d5 re del nero · c4 pedone del nero · d4 cavallo del bianco · e4 torre del bianco · b3 torre del nero · g3 pedone del nero · a2 torre del nero · g2 alfiere del bianco | a8 donna del bianco · b8 alfiere del nero · g8 re del bianco · c6 torre del bianco · d5 re del nero · c4 pedone del nero · d4 cavallo del bianco · e4 torre del bianco · b3 torre del nero · g3 pedone del nero · a2 torre del nero · g2 alfiere del bianco | a8 donna del bianco · b8 alfiere del nero · g8 re del bianco · c6 torre del bianco · d5 re del nero · c4 pedone del nero · d4 cavallo del bianco · e4 torre del bianco · b3 torre del nero · g3 pedone del nero · a2 torre del nero · g2 alfiere del bianco | a8 donna del bianco · b8 alfiere del nero · g8 re del bianco · c6 torre del bianco · d5 re del nero · c4 pedone del nero · d4 cavallo del bianco · e4 torre del bianco · b3 torre del nero · g3 pedone del nero · a2 torre del nero · g2 alfiere del bianco | a8 donna del bianco · b8 alfiere del nero · g8 re del bianco · c6 torre del bianco · d5 re del nero · c4 pedone del nero · d4 cavallo del bianco · e4 torre del bianco · b3 torre del nero · g3 pedone del nero · a2 torre del nero · g2 alfiere del bianco | a8 donna del bianco · b8 alfiere del nero · g8 re del bianco · c6 torre del bianco · d5 re del nero · c4 pedone del nero · d4 cavallo del bianco · e4 torre del bianco · b3 torre del nero · g3 pedone del nero · a2 torre del nero · g2 alfiere del bianco | a8 donna del bianco · b8 alfiere del nero · g8 re del bianco · c6 torre del bianco · d5 re del nero · c4 pedone del nero · d4 cavallo del bianco · e4 torre del bianco · b3 torre del nero · g3 pedone del nero · a2 torre del nero · g2 alfiere del bianco | 7 |
| 6 | a8 donna del bianco · b8 alfiere del nero · g8 re del bianco · c6 torre del bianco · d5 re del nero · c4 pedone del nero · d4 cavallo del bianco · e4 torre del bianco · b3 torre del nero · g3 pedone del nero · a2 torre del nero · g2 alfiere del bianco | a8 donna del bianco · b8 alfiere del nero · g8 re del bianco · c6 torre del bianco · d5 re del nero · c4 pedone del nero · d4 cavallo del bianco · e4 torre del bianco · b3 torre del nero · g3 pedone del nero · a2 torre del nero · g2 alfiere del bianco | a8 donna del bianco · b8 alfiere del nero · g8 re del bianco · c6 torre del bianco · d5 re del nero · c4 pedone del nero · d4 cavallo del bianco · e4 torre del bianco · b3 torre del nero · g3 pedone del nero · a2 torre del nero · g2 alfiere del bianco | a8 donna del bianco · b8 alfiere del nero · g8 re del bianco · c6 torre del bianco · d5 re del nero · c4 pedone del nero · d4 cavallo del bianco · e4 torre del bianco · b3 torre del nero · g3 pedone del nero · a2 torre del nero · g2 alfiere del bianco | a8 donna del bianco · b8 alfiere del nero · g8 re del bianco · c6 torre del bianco · d5 re del nero · c4 pedone del nero · d4 cavallo del bianco · e4 torre del bianco · b3 torre del nero · g3 pedone del nero · a2 torre del nero · g2 alfiere del bianco | a8 donna del bianco · b8 alfiere del nero · g8 re del bianco · c6 torre del bianco · d5 re del nero · c4 pedone del nero · d4 cavallo del bianco · e4 torre del bianco · b3 torre del nero · g3 pedone del nero · a2 torre del nero · g2 alfiere del bianco | a8 donna del bianco · b8 alfiere del nero · g8 re del bianco · c6 torre del bianco · d5 re del nero · c4 pedone del nero · d4 cavallo del bianco · e4 torre del bianco · b3 torre del nero · g3 pedone del nero · a2 torre del nero · g2 alfiere del bianco | a8 donna del bianco · b8 alfiere del nero · g8 re del bianco · c6 torre del bianco · d5 re del nero · c4 pedone del nero · d4 cavallo del bianco · e4 torre del bianco · b3 torre del nero · g3 pedone del nero · a2 torre del nero · g2 alfiere del bianco | 6 |
| 5 | a8 donna del bianco · b8 alfiere del nero · g8 re del bianco · c6 torre del bianco · d5 re del nero · c4 pedone del nero · d4 cavallo del bianco · e4 torre del bianco · b3 torre del nero · g3 pedone del nero · a2 torre del nero · g2 alfiere del bianco | a8 donna del bianco · b8 alfiere del nero · g8 re del bianco · c6 torre del bianco · d5 re del nero · c4 pedone del nero · d4 cavallo del bianco · e4 torre del bianco · b3 torre del nero · g3 pedone del nero · a2 torre del nero · g2 alfiere del bianco | a8 donna del bianco · b8 alfiere del nero · g8 re del bianco · c6 torre del bianco · d5 re del nero · c4 pedone del nero · d4 cavallo del bianco · e4 torre del bianco · b3 torre del nero · g3 pedone del nero · a2 torre del nero · g2 alfiere del bianco | a8 donna del bianco · b8 alfiere del nero · g8 re del bianco · c6 torre del bianco · d5 re del nero · c4 pedone del nero · d4 cavallo del bianco · e4 torre del bianco · b3 torre del nero · g3 pedone del nero · a2 torre del nero · g2 alfiere del bianco | a8 donna del bianco · b8 alfiere del nero · g8 re del bianco · c6 torre del bianco · d5 re del nero · c4 pedone del nero · d4 cavallo del bianco · e4 torre del bianco · b3 torre del nero · g3 pedone del nero · a2 torre del nero · g2 alfiere del bianco | a8 donna del bianco · b8 alfiere del nero · g8 re del bianco · c6 torre del bianco · d5 re del nero · c4 pedone del nero · d4 cavallo del bianco · e4 torre del bianco · b3 torre del nero · g3 pedone del nero · a2 torre del nero · g2 alfiere del bianco | a8 donna del bianco · b8 alfiere del nero · g8 re del bianco · c6 torre del bianco · d5 re del nero · c4 pedone del nero · d4 cavallo del bianco · e4 torre del bianco · b3 torre del nero · g3 pedone del nero · a2 torre del nero · g2 alfiere del bianco | a8 donna del bianco · b8 alfiere del nero · g8 re del bianco · c6 torre del bianco · d5 re del nero · c4 pedone del nero · d4 cavallo del bianco · e4 torre del bianco · b3 torre del nero · g3 pedone del nero · a2 torre del nero · g2 alfiere del bianco | 5 |
| 4 | a8 donna del bianco · b8 alfiere del nero · g8 re del bianco · c6 torre del bianco · d5 re del nero · c4 pedone del nero · d4 cavallo del bianco · e4 torre del bianco · b3 torre del nero · g3 pedone del nero · a2 torre del nero · g2 alfiere del bianco | a8 donna del bianco · b8 alfiere del nero · g8 re del bianco · c6 torre del bianco · d5 re del nero · c4 pedone del nero · d4 cavallo del bianco · e4 torre del bianco · b3 torre del nero · g3 pedone del nero · a2 torre del nero · g2 alfiere del bianco | a8 donna del bianco · b8 alfiere del nero · g8 re del bianco · c6 torre del bianco · d5 re del nero · c4 pedone del nero · d4 cavallo del bianco · e4 torre del bianco · b3 torre del nero · g3 pedone del nero · a2 torre del nero · g2 alfiere del bianco | a8 donna del bianco · b8 alfiere del nero · g8 re del bianco · c6 torre del bianco · d5 re del nero · c4 pedone del nero · d4 cavallo del bianco · e4 torre del bianco · b3 torre del nero · g3 pedone del nero · a2 torre del nero · g2 alfiere del bianco | a8 donna del bianco · b8 alfiere del nero · g8 re del bianco · c6 torre del bianco · d5 re del nero · c4 pedone del nero · d4 cavallo del bianco · e4 torre del bianco · b3 torre del nero · g3 pedone del nero · a2 torre del nero · g2 alfiere del bianco | a8 donna del bianco · b8 alfiere del nero · g8 re del bianco · c6 torre del bianco · d5 re del nero · c4 pedone del nero · d4 cavallo del bianco · e4 torre del bianco · b3 torre del nero · g3 pedone del nero · a2 torre del nero · g2 alfiere del bianco | a8 donna del bianco · b8 alfiere del nero · g8 re del bianco · c6 torre del bianco · d5 re del nero · c4 pedone del nero · d4 cavallo del bianco · e4 torre del bianco · b3 torre del nero · g3 pedone del nero · a2 torre del nero · g2 alfiere del bianco | a8 donna del bianco · b8 alfiere del nero · g8 re del bianco · c6 torre del bianco · d5 re del nero · c4 pedone del nero · d4 cavallo del bianco · e4 torre del bianco · b3 torre del nero · g3 pedone del nero · a2 torre del nero · g2 alfiere del bianco | 4 |
| 3 | a8 donna del bianco · b8 alfiere del nero · g8 re del bianco · c6 torre del bianco · d5 re del nero · c4 pedone del nero · d4 cavallo del bianco · e4 torre del bianco · b3 torre del nero · g3 pedone del nero · a2 torre del nero · g2 alfiere del bianco | a8 donna del bianco · b8 alfiere del nero · g8 re del bianco · c6 torre del bianco · d5 re del nero · c4 pedone del nero · d4 cavallo del bianco · e4 torre del bianco · b3 torre del nero · g3 pedone del nero · a2 torre del nero · g2 alfiere del bianco | a8 donna del bianco · b8 alfiere del nero · g8 re del bianco · c6 torre del bianco · d5 re del nero · c4 pedone del nero · d4 cavallo del bianco · e4 torre del bianco · b3 torre del nero · g3 pedone del nero · a2 torre del nero · g2 alfiere del bianco | a8 donna del bianco · b8 alfiere del nero · g8 re del bianco · c6 torre del bianco · d5 re del nero · c4 pedone del nero · d4 cavallo del bianco · e4 torre del bianco · b3 torre del nero · g3 pedone del nero · a2 torre del nero · g2 alfiere del bianco | a8 donna del bianco · b8 alfiere del nero · g8 re del bianco · c6 torre del bianco · d5 re del nero · c4 pedone del nero · d4 cavallo del bianco · e4 torre del bianco · b3 torre del nero · g3 pedone del nero · a2 torre del nero · g2 alfiere del bianco | a8 donna del bianco · b8 alfiere del nero · g8 re del bianco · c6 torre del bianco · d5 re del nero · c4 pedone del nero · d4 cavallo del bianco · e4 torre del bianco · b3 torre del nero · g3 pedone del nero · a2 torre del nero · g2 alfiere del bianco | a8 donna del bianco · b8 alfiere del nero · g8 re del bianco · c6 torre del bianco · d5 re del nero · c4 pedone del nero · d4 cavallo del bianco · e4 torre del bianco · b3 torre del nero · g3 pedone del nero · a2 torre del nero · g2 alfiere del bianco | a8 donna del bianco · b8 alfiere del nero · g8 re del bianco · c6 torre del bianco · d5 re del nero · c4 pedone del nero · d4 cavallo del bianco · e4 torre del bianco · b3 torre del nero · g3 pedone del nero · a2 torre del nero · g2 alfiere del bianco | 3 |
| 2 | a8 donna del bianco · b8 alfiere del nero · g8 re del bianco · c6 torre del bianco · d5 re del nero · c4 pedone del nero · d4 cavallo del bianco · e4 torre del bianco · b3 torre del nero · g3 pedone del nero · a2 torre del nero · g2 alfiere del bianco | a8 donna del bianco · b8 alfiere del nero · g8 re del bianco · c6 torre del bianco · d5 re del nero · c4 pedone del nero · d4 cavallo del bianco · e4 torre del bianco · b3 torre del nero · g3 pedone del nero · a2 torre del nero · g2 alfiere del bianco | a8 donna del bianco · b8 alfiere del nero · g8 re del bianco · c6 torre del bianco · d5 re del nero · c4 pedone del nero · d4 cavallo del bianco · e4 torre del bianco · b3 torre del nero · g3 pedone del nero · a2 torre del nero · g2 alfiere del bianco | a8 donna del bianco · b8 alfiere del nero · g8 re del bianco · c6 torre del bianco · d5 re del nero · c4 pedone del nero · d4 cavallo del bianco · e4 torre del bianco · b3 torre del nero · g3 pedone del nero · a2 torre del nero · g2 alfiere del bianco | a8 donna del bianco · b8 alfiere del nero · g8 re del bianco · c6 torre del bianco · d5 re del nero · c4 pedone del nero · d4 cavallo del bianco · e4 torre del bianco · b3 torre del nero · g3 pedone del nero · a2 torre del nero · g2 alfiere del bianco | a8 donna del bianco · b8 alfiere del nero · g8 re del bianco · c6 torre del bianco · d5 re del nero · c4 pedone del nero · d4 cavallo del bianco · e4 torre del bianco · b3 torre del nero · g3 pedone del nero · a2 torre del nero · g2 alfiere del bianco | a8 donna del bianco · b8 alfiere del nero · g8 re del bianco · c6 torre del bianco · d5 re del nero · c4 pedone del nero · d4 cavallo del bianco · e4 torre del bianco · b3 torre del nero · g3 pedone del nero · a2 torre del nero · g2 alfiere del bianco | a8 donna del bianco · b8 alfiere del nero · g8 re del bianco · c6 torre del bianco · d5 re del nero · c4 pedone del nero · d4 cavallo del bianco · e4 torre del bianco · b3 torre del nero · g3 pedone del nero · a2 torre del nero · g2 alfiere del bianco | 2 |
| 1 | a8 donna del bianco · b8 alfiere del nero · g8 re del bianco · c6 torre del bianco · d5 re del nero · c4 pedone del nero · d4 cavallo del bianco · e4 torre del bianco · b3 torre del nero · g3 pedone del nero · a2 torre del nero · g2 alfiere del bianco | a8 donna del bianco · b8 alfiere del nero · g8 re del bianco · c6 torre del bianco · d5 re del nero · c4 pedone del nero · d4 cavallo del bianco · e4 torre del bianco · b3 torre del nero · g3 pedone del nero · a2 torre del nero · g2 alfiere del bianco | a8 donna del bianco · b8 alfiere del nero · g8 re del bianco · c6 torre del bianco · d5 re del nero · c4 pedone del nero · d4 cavallo del bianco · e4 torre del bianco · b3 torre del nero · g3 pedone del nero · a2 torre del nero · g2 alfiere del bianco | a8 donna del bianco · b8 alfiere del nero · g8 re del bianco · c6 torre del bianco · d5 re del nero · c4 pedone del nero · d4 cavallo del bianco · e4 torre del bianco · b3 torre del nero · g3 pedone del nero · a2 torre del nero · g2 alfiere del bianco | a8 donna del bianco · b8 alfiere del nero · g8 re del bianco · c6 torre del bianco · d5 re del nero · c4 pedone del nero · d4 cavallo del bianco · e4 torre del bianco · b3 torre del nero · g3 pedone del nero · a2 torre del nero · g2 alfiere del bianco | a8 donna del bianco · b8 alfiere del nero · g8 re del bianco · c6 torre del bianco · d5 re del nero · c4 pedone del nero · d4 cavallo del bianco · e4 torre del bianco · b3 torre del nero · g3 pedone del nero · a2 torre del nero · g2 alfiere del bianco | a8 donna del bianco · b8 alfiere del nero · g8 re del bianco · c6 torre del bianco · d5 re del nero · c4 pedone del nero · d4 cavallo del bianco · e4 torre del bianco · b3 torre del nero · g3 pedone del nero · a2 torre del nero · g2 alfiere del bianco | a8 donna del bianco · b8 alfiere del nero · g8 re del bianco · c6 torre del bianco · d5 re del nero · c4 pedone del nero · d4 cavallo del bianco · e4 torre del bianco · b3 torre del nero · g3 pedone del nero · a2 torre del nero · g2 alfiere del bianco | 1 |
|   | a | b | c | d | e | f | g | h |   |

Soluzione:
1. Ce6 !  (zugzwang)
1. ... Tbb1/b2/b4 ...  2. Te2#

1. ... Tba3/c3/d3 ...  2. Ta6#

1. ... Ta1/a3/a4 ...   2. Te3#

1. ... Tab2/c2/d2 ...  2. Tb6#

1. ... Ac7  2. Cxc7#

1. ... Ad6  2. Tc5#

|   | a | b | c | d | e | f | g | h |   |
| 8 | d8 cavallo del nero · e8 torre del bianco · g8 re del bianco · a7 cavallo del nero · b7 donna del bianco · c7 pedone del nero · g7 cavallo del bianco · f6 re del nero · g6 pedone del nero · g5 pedone del nero · c4 torre del nero · g4 pedone del nero · d3 torre del nero · f3 cavallo del bianco | d8 cavallo del nero · e8 torre del bianco · g8 re del bianco · a7 cavallo del nero · b7 donna del bianco · c7 pedone del nero · g7 cavallo del bianco · f6 re del nero · g6 pedone del nero · g5 pedone del nero · c4 torre del nero · g4 pedone del nero · d3 torre del nero · f3 cavallo del bianco | d8 cavallo del nero · e8 torre del bianco · g8 re del bianco · a7 cavallo del nero · b7 donna del bianco · c7 pedone del nero · g7 cavallo del bianco · f6 re del nero · g6 pedone del nero · g5 pedone del nero · c4 torre del nero · g4 pedone del nero · d3 torre del nero · f3 cavallo del bianco | d8 cavallo del nero · e8 torre del bianco · g8 re del bianco · a7 cavallo del nero · b7 donna del bianco · c7 pedone del nero · g7 cavallo del bianco · f6 re del nero · g6 pedone del nero · g5 pedone del nero · c4 torre del nero · g4 pedone del nero · d3 torre del nero · f3 cavallo del bianco | d8 cavallo del nero · e8 torre del bianco · g8 re del bianco · a7 cavallo del nero · b7 donna del bianco · c7 pedone del nero · g7 cavallo del bianco · f6 re del nero · g6 pedone del nero · g5 pedone del nero · c4 torre del nero · g4 pedone del nero · d3 torre del nero · f3 cavallo del bianco | d8 cavallo del nero · e8 torre del bianco · g8 re del bianco · a7 cavallo del nero · b7 donna del bianco · c7 pedone del nero · g7 cavallo del bianco · f6 re del nero · g6 pedone del nero · g5 pedone del nero · c4 torre del nero · g4 pedone del nero · d3 torre del nero · f3 cavallo del bianco | d8 cavallo del nero · e8 torre del bianco · g8 re del bianco · a7 cavallo del nero · b7 donna del bianco · c7 pedone del nero · g7 cavallo del bianco · f6 re del nero · g6 pedone del nero · g5 pedone del nero · c4 torre del nero · g4 pedone del nero · d3 torre del nero · f3 cavallo del bianco | d8 cavallo del nero · e8 torre del bianco · g8 re del bianco · a7 cavallo del nero · b7 donna del bianco · c7 pedone del nero · g7 cavallo del bianco · f6 re del nero · g6 pedone del nero · g5 pedone del nero · c4 torre del nero · g4 pedone del nero · d3 torre del nero · f3 cavallo del bianco | 8 |
| 7 | d8 cavallo del nero · e8 torre del bianco · g8 re del bianco · a7 cavallo del nero · b7 donna del bianco · c7 pedone del nero · g7 cavallo del bianco · f6 re del nero · g6 pedone del nero · g5 pedone del nero · c4 torre del nero · g4 pedone del nero · d3 torre del nero · f3 cavallo del bianco | d8 cavallo del nero · e8 torre del bianco · g8 re del bianco · a7 cavallo del nero · b7 donna del bianco · c7 pedone del nero · g7 cavallo del bianco · f6 re del nero · g6 pedone del nero · g5 pedone del nero · c4 torre del nero · g4 pedone del nero · d3 torre del nero · f3 cavallo del bianco | d8 cavallo del nero · e8 torre del bianco · g8 re del bianco · a7 cavallo del nero · b7 donna del bianco · c7 pedone del nero · g7 cavallo del bianco · f6 re del nero · g6 pedone del nero · g5 pedone del nero · c4 torre del nero · g4 pedone del nero · d3 torre del nero · f3 cavallo del bianco | d8 cavallo del nero · e8 torre del bianco · g8 re del bianco · a7 cavallo del nero · b7 donna del bianco · c7 pedone del nero · g7 cavallo del bianco · f6 re del nero · g6 pedone del nero · g5 pedone del nero · c4 torre del nero · g4 pedone del nero · d3 torre del nero · f3 cavallo del bianco | d8 cavallo del nero · e8 torre del bianco · g8 re del bianco · a7 cavallo del nero · b7 donna del bianco · c7 pedone del nero · g7 cavallo del bianco · f6 re del nero · g6 pedone del nero · g5 pedone del nero · c4 torre del nero · g4 pedone del nero · d3 torre del nero · f3 cavallo del bianco | d8 cavallo del nero · e8 torre del bianco · g8 re del bianco · a7 cavallo del nero · b7 donna del bianco · c7 pedone del nero · g7 cavallo del bianco · f6 re del nero · g6 pedone del nero · g5 pedone del nero · c4 torre del nero · g4 pedone del nero · d3 torre del nero · f3 cavallo del bianco | d8 cavallo del nero · e8 torre del bianco · g8 re del bianco · a7 cavallo del nero · b7 donna del bianco · c7 pedone del nero · g7 cavallo del bianco · f6 re del nero · g6 pedone del nero · g5 pedone del nero · c4 torre del nero · g4 pedone del nero · d3 torre del nero · f3 cavallo del bianco | d8 cavallo del nero · e8 torre del bianco · g8 re del bianco · a7 cavallo del nero · b7 donna del bianco · c7 pedone del nero · g7 cavallo del bianco · f6 re del nero · g6 pedone del nero · g5 pedone del nero · c4 torre del nero · g4 pedone del nero · d3 torre del nero · f3 cavallo del bianco | 7 |
| 6 | d8 cavallo del nero · e8 torre del bianco · g8 re del bianco · a7 cavallo del nero · b7 donna del bianco · c7 pedone del nero · g7 cavallo del bianco · f6 re del nero · g6 pedone del nero · g5 pedone del nero · c4 torre del nero · g4 pedone del nero · d3 torre del nero · f3 cavallo del bianco | d8 cavallo del nero · e8 torre del bianco · g8 re del bianco · a7 cavallo del nero · b7 donna del bianco · c7 pedone del nero · g7 cavallo del bianco · f6 re del nero · g6 pedone del nero · g5 pedone del nero · c4 torre del nero · g4 pedone del nero · d3 torre del nero · f3 cavallo del bianco | d8 cavallo del nero · e8 torre del bianco · g8 re del bianco · a7 cavallo del nero · b7 donna del bianco · c7 pedone del nero · g7 cavallo del bianco · f6 re del nero · g6 pedone del nero · g5 pedone del nero · c4 torre del nero · g4 pedone del nero · d3 torre del nero · f3 cavallo del bianco | d8 cavallo del nero · e8 torre del bianco · g8 re del bianco · a7 cavallo del nero · b7 donna del bianco · c7 pedone del nero · g7 cavallo del bianco · f6 re del nero · g6 pedone del nero · g5 pedone del nero · c4 torre del nero · g4 pedone del nero · d3 torre del nero · f3 cavallo del bianco | d8 cavallo del nero · e8 torre del bianco · g8 re del bianco · a7 cavallo del nero · b7 donna del bianco · c7 pedone del nero · g7 cavallo del bianco · f6 re del nero · g6 pedone del nero · g5 pedone del nero · c4 torre del nero · g4 pedone del nero · d3 torre del nero · f3 cavallo del bianco | d8 cavallo del nero · e8 torre del bianco · g8 re del bianco · a7 cavallo del nero · b7 donna del bianco · c7 pedone del nero · g7 cavallo del bianco · f6 re del nero · g6 pedone del nero · g5 pedone del nero · c4 torre del nero · g4 pedone del nero · d3 torre del nero · f3 cavallo del bianco | d8 cavallo del nero · e8 torre del bianco · g8 re del bianco · a7 cavallo del nero · b7 donna del bianco · c7 pedone del nero · g7 cavallo del bianco · f6 re del nero · g6 pedone del nero · g5 pedone del nero · c4 torre del nero · g4 pedone del nero · d3 torre del nero · f3 cavallo del bianco | d8 cavallo del nero · e8 torre del bianco · g8 re del bianco · a7 cavallo del nero · b7 donna del bianco · c7 pedone del nero · g7 cavallo del bianco · f6 re del nero · g6 pedone del nero · g5 pedone del nero · c4 torre del nero · g4 pedone del nero · d3 torre del nero · f3 cavallo del bianco | 6 |
| 5 | d8 cavallo del nero · e8 torre del bianco · g8 re del bianco · a7 cavallo del nero · b7 donna del bianco · c7 pedone del nero · g7 cavallo del bianco · f6 re del nero · g6 pedone del nero · g5 pedone del nero · c4 torre del nero · g4 pedone del nero · d3 torre del nero · f3 cavallo del bianco | d8 cavallo del nero · e8 torre del bianco · g8 re del bianco · a7 cavallo del nero · b7 donna del bianco · c7 pedone del nero · g7 cavallo del bianco · f6 re del nero · g6 pedone del nero · g5 pedone del nero · c4 torre del nero · g4 pedone del nero · d3 torre del nero · f3 cavallo del bianco | d8 cavallo del nero · e8 torre del bianco · g8 re del bianco · a7 cavallo del nero · b7 donna del bianco · c7 pedone del nero · g7 cavallo del bianco · f6 re del nero · g6 pedone del nero · g5 pedone del nero · c4 torre del nero · g4 pedone del nero · d3 torre del nero · f3 cavallo del bianco | d8 cavallo del nero · e8 torre del bianco · g8 re del bianco · a7 cavallo del nero · b7 donna del bianco · c7 pedone del nero · g7 cavallo del bianco · f6 re del nero · g6 pedone del nero · g5 pedone del nero · c4 torre del nero · g4 pedone del nero · d3 torre del nero · f3 cavallo del bianco | d8 cavallo del nero · e8 torre del bianco · g8 re del bianco · a7 cavallo del nero · b7 donna del bianco · c7 pedone del nero · g7 cavallo del bianco · f6 re del nero · g6 pedone del nero · g5 pedone del nero · c4 torre del nero · g4 pedone del nero · d3 torre del nero · f3 cavallo del bianco | d8 cavallo del nero · e8 torre del bianco · g8 re del bianco · a7 cavallo del nero · b7 donna del bianco · c7 pedone del nero · g7 cavallo del bianco · f6 re del nero · g6 pedone del nero · g5 pedone del nero · c4 torre del nero · g4 pedone del nero · d3 torre del nero · f3 cavallo del bianco | d8 cavallo del nero · e8 torre del bianco · g8 re del bianco · a7 cavallo del nero · b7 donna del bianco · c7 pedone del nero · g7 cavallo del bianco · f6 re del nero · g6 pedone del nero · g5 pedone del nero · c4 torre del nero · g4 pedone del nero · d3 torre del nero · f3 cavallo del bianco | d8 cavallo del nero · e8 torre del bianco · g8 re del bianco · a7 cavallo del nero · b7 donna del bianco · c7 pedone del nero · g7 cavallo del bianco · f6 re del nero · g6 pedone del nero · g5 pedone del nero · c4 torre del nero · g4 pedone del nero · d3 torre del nero · f3 cavallo del bianco | 5 |
| 4 | d8 cavallo del nero · e8 torre del bianco · g8 re del bianco · a7 cavallo del nero · b7 donna del bianco · c7 pedone del nero · g7 cavallo del bianco · f6 re del nero · g6 pedone del nero · g5 pedone del nero · c4 torre del nero · g4 pedone del nero · d3 torre del nero · f3 cavallo del bianco | d8 cavallo del nero · e8 torre del bianco · g8 re del bianco · a7 cavallo del nero · b7 donna del bianco · c7 pedone del nero · g7 cavallo del bianco · f6 re del nero · g6 pedone del nero · g5 pedone del nero · c4 torre del nero · g4 pedone del nero · d3 torre del nero · f3 cavallo del bianco | d8 cavallo del nero · e8 torre del bianco · g8 re del bianco · a7 cavallo del nero · b7 donna del bianco · c7 pedone del nero · g7 cavallo del bianco · f6 re del nero · g6 pedone del nero · g5 pedone del nero · c4 torre del nero · g4 pedone del nero · d3 torre del nero · f3 cavallo del bianco | d8 cavallo del nero · e8 torre del bianco · g8 re del bianco · a7 cavallo del nero · b7 donna del bianco · c7 pedone del nero · g7 cavallo del bianco · f6 re del nero · g6 pedone del nero · g5 pedone del nero · c4 torre del nero · g4 pedone del nero · d3 torre del nero · f3 cavallo del bianco | d8 cavallo del nero · e8 torre del bianco · g8 re del bianco · a7 cavallo del nero · b7 donna del bianco · c7 pedone del nero · g7 cavallo del bianco · f6 re del nero · g6 pedone del nero · g5 pedone del nero · c4 torre del nero · g4 pedone del nero · d3 torre del nero · f3 cavallo del bianco | d8 cavallo del nero · e8 torre del bianco · g8 re del bianco · a7 cavallo del nero · b7 donna del bianco · c7 pedone del nero · g7 cavallo del bianco · f6 re del nero · g6 pedone del nero · g5 pedone del nero · c4 torre del nero · g4 pedone del nero · d3 torre del nero · f3 cavallo del bianco | d8 cavallo del nero · e8 torre del bianco · g8 re del bianco · a7 cavallo del nero · b7 donna del bianco · c7 pedone del nero · g7 cavallo del bianco · f6 re del nero · g6 pedone del nero · g5 pedone del nero · c4 torre del nero · g4 pedone del nero · d3 torre del nero · f3 cavallo del bianco | d8 cavallo del nero · e8 torre del bianco · g8 re del bianco · a7 cavallo del nero · b7 donna del bianco · c7 pedone del nero · g7 cavallo del bianco · f6 re del nero · g6 pedone del nero · g5 pedone del nero · c4 torre del nero · g4 pedone del nero · d3 torre del nero · f3 cavallo del bianco | 4 |
| 3 | d8 cavallo del nero · e8 torre del bianco · g8 re del bianco · a7 cavallo del nero · b7 donna del bianco · c7 pedone del nero · g7 cavallo del bianco · f6 re del nero · g6 pedone del nero · g5 pedone del nero · c4 torre del nero · g4 pedone del nero · d3 torre del nero · f3 cavallo del bianco | d8 cavallo del nero · e8 torre del bianco · g8 re del bianco · a7 cavallo del nero · b7 donna del bianco · c7 pedone del nero · g7 cavallo del bianco · f6 re del nero · g6 pedone del nero · g5 pedone del nero · c4 torre del nero · g4 pedone del nero · d3 torre del nero · f3 cavallo del bianco | d8 cavallo del nero · e8 torre del bianco · g8 re del bianco · a7 cavallo del nero · b7 donna del bianco · c7 pedone del nero · g7 cavallo del bianco · f6 re del nero · g6 pedone del nero · g5 pedone del nero · c4 torre del nero · g4 pedone del nero · d3 torre del nero · f3 cavallo del bianco | d8 cavallo del nero · e8 torre del bianco · g8 re del bianco · a7 cavallo del nero · b7 donna del bianco · c7 pedone del nero · g7 cavallo del bianco · f6 re del nero · g6 pedone del nero · g5 pedone del nero · c4 torre del nero · g4 pedone del nero · d3 torre del nero · f3 cavallo del bianco | d8 cavallo del nero · e8 torre del bianco · g8 re del bianco · a7 cavallo del nero · b7 donna del bianco · c7 pedone del nero · g7 cavallo del bianco · f6 re del nero · g6 pedone del nero · g5 pedone del nero · c4 torre del nero · g4 pedone del nero · d3 torre del nero · f3 cavallo del bianco | d8 cavallo del nero · e8 torre del bianco · g8 re del bianco · a7 cavallo del nero · b7 donna del bianco · c7 pedone del nero · g7 cavallo del bianco · f6 re del nero · g6 pedone del nero · g5 pedone del nero · c4 torre del nero · g4 pedone del nero · d3 torre del nero · f3 cavallo del bianco | d8 cavallo del nero · e8 torre del bianco · g8 re del bianco · a7 cavallo del nero · b7 donna del bianco · c7 pedone del nero · g7 cavallo del bianco · f6 re del nero · g6 pedone del nero · g5 pedone del nero · c4 torre del nero · g4 pedone del nero · d3 torre del nero · f3 cavallo del bianco | d8 cavallo del nero · e8 torre del bianco · g8 re del bianco · a7 cavallo del nero · b7 donna del bianco · c7 pedone del nero · g7 cavallo del bianco · f6 re del nero · g6 pedone del nero · g5 pedone del nero · c4 torre del nero · g4 pedone del nero · d3 torre del nero · f3 cavallo del bianco | 3 |
| 2 | d8 cavallo del nero · e8 torre del bianco · g8 re del bianco · a7 cavallo del nero · b7 donna del bianco · c7 pedone del nero · g7 cavallo del bianco · f6 re del nero · g6 pedone del nero · g5 pedone del nero · c4 torre del nero · g4 pedone del nero · d3 torre del nero · f3 cavallo del bianco | d8 cavallo del nero · e8 torre del bianco · g8 re del bianco · a7 cavallo del nero · b7 donna del bianco · c7 pedone del nero · g7 cavallo del bianco · f6 re del nero · g6 pedone del nero · g5 pedone del nero · c4 torre del nero · g4 pedone del nero · d3 torre del nero · f3 cavallo del bianco | d8 cavallo del nero · e8 torre del bianco · g8 re del bianco · a7 cavallo del nero · b7 donna del bianco · c7 pedone del nero · g7 cavallo del bianco · f6 re del nero · g6 pedone del nero · g5 pedone del nero · c4 torre del nero · g4 pedone del nero · d3 torre del nero · f3 cavallo del bianco | d8 cavallo del nero · e8 torre del bianco · g8 re del bianco · a7 cavallo del nero · b7 donna del bianco · c7 pedone del nero · g7 cavallo del bianco · f6 re del nero · g6 pedone del nero · g5 pedone del nero · c4 torre del nero · g4 pedone del nero · d3 torre del nero · f3 cavallo del bianco | d8 cavallo del nero · e8 torre del bianco · g8 re del bianco · a7 cavallo del nero · b7 donna del bianco · c7 pedone del nero · g7 cavallo del bianco · f6 re del nero · g6 pedone del nero · g5 pedone del nero · c4 torre del nero · g4 pedone del nero · d3 torre del nero · f3 cavallo del bianco | d8 cavallo del nero · e8 torre del bianco · g8 re del bianco · a7 cavallo del nero · b7 donna del bianco · c7 pedone del nero · g7 cavallo del bianco · f6 re del nero · g6 pedone del nero · g5 pedone del nero · c4 torre del nero · g4 pedone del nero · d3 torre del nero · f3 cavallo del bianco | d8 cavallo del nero · e8 torre del bianco · g8 re del bianco · a7 cavallo del nero · b7 donna del bianco · c7 pedone del nero · g7 cavallo del bianco · f6 re del nero · g6 pedone del nero · g5 pedone del nero · c4 torre del nero · g4 pedone del nero · d3 torre del nero · f3 cavallo del bianco | d8 cavallo del nero · e8 torre del bianco · g8 re del bianco · a7 cavallo del nero · b7 donna del bianco · c7 pedone del nero · g7 cavallo del bianco · f6 re del nero · g6 pedone del nero · g5 pedone del nero · c4 torre del nero · g4 pedone del nero · d3 torre del nero · f3 cavallo del bianco | 2 |
| 1 | d8 cavallo del nero · e8 torre del bianco · g8 re del bianco · a7 cavallo del nero · b7 donna del bianco · c7 pedone del nero · g7 cavallo del bianco · f6 re del nero · g6 pedone del nero · g5 pedone del nero · c4 torre del nero · g4 pedone del nero · d3 torre del nero · f3 cavallo del bianco | d8 cavallo del nero · e8 torre del bianco · g8 re del bianco · a7 cavallo del nero · b7 donna del bianco · c7 pedone del nero · g7 cavallo del bianco · f6 re del nero · g6 pedone del nero · g5 pedone del nero · c4 torre del nero · g4 pedone del nero · d3 torre del nero · f3 cavallo del bianco | d8 cavallo del nero · e8 torre del bianco · g8 re del bianco · a7 cavallo del nero · b7 donna del bianco · c7 pedone del nero · g7 cavallo del bianco · f6 re del nero · g6 pedone del nero · g5 pedone del nero · c4 torre del nero · g4 pedone del nero · d3 torre del nero · f3 cavallo del bianco | d8 cavallo del nero · e8 torre del bianco · g8 re del bianco · a7 cavallo del nero · b7 donna del bianco · c7 pedone del nero · g7 cavallo del bianco · f6 re del nero · g6 pedone del nero · g5 pedone del nero · c4 torre del nero · g4 pedone del nero · d3 torre del nero · f3 cavallo del bianco | d8 cavallo del nero · e8 torre del bianco · g8 re del bianco · a7 cavallo del nero · b7 donna del bianco · c7 pedone del nero · g7 cavallo del bianco · f6 re del nero · g6 pedone del nero · g5 pedone del nero · c4 torre del nero · g4 pedone del nero · d3 torre del nero · f3 cavallo del bianco | d8 cavallo del nero · e8 torre del bianco · g8 re del bianco · a7 cavallo del nero · b7 donna del bianco · c7 pedone del nero · g7 cavallo del bianco · f6 re del nero · g6 pedone del nero · g5 pedone del nero · c4 torre del nero · g4 pedone del nero · d3 torre del nero · f3 cavallo del bianco | d8 cavallo del nero · e8 torre del bianco · g8 re del bianco · a7 cavallo del nero · b7 donna del bianco · c7 pedone del nero · g7 cavallo del bianco · f6 re del nero · g6 pedone del nero · g5 pedone del nero · c4 torre del nero · g4 pedone del nero · d3 torre del nero · f3 cavallo del bianco | d8 cavallo del nero · e8 torre del bianco · g8 re del bianco · a7 cavallo del nero · b7 donna del bianco · c7 pedone del nero · g7 cavallo del bianco · f6 re del nero · g6 pedone del nero · g5 pedone del nero · c4 torre del nero · g4 pedone del nero · d3 torre del nero · f3 cavallo del bianco | 1 |
|   | a | b | c | d | e | f | g | h |   |

Soluzione:
1. Ce5 !  (min.  2. Db2 Tcc3  3. Cxg4#)
1. ... Tcd4  2. Dd5 ...  3. Cd7#

   (2. ... Txd5  3. Cxg4#)

1. ... Tdd4  2. De4! Txe4  3. Cd7#

1. ... Ca ...  2. Dc6+ Td6  3. Cd7#

|   | a | b | c | d | e | f | g | h |   |
| 8 | d8 donna del nero · f8 torre del nero · c7 pedone del nero · e7 torre del nero · g7 pedone del nero · c6 pedone del bianco · e6 re del nero · g6 pedone del bianco · b5 cavallo del bianco · e5 pedone del bianco · g5 alfiere del bianco · h5 cavallo del bianco · d4 pedone del bianco · e4 pedone del bianco · f4 pedone del bianco · g4 re del bianco | d8 donna del nero · f8 torre del nero · c7 pedone del nero · e7 torre del nero · g7 pedone del nero · c6 pedone del bianco · e6 re del nero · g6 pedone del bianco · b5 cavallo del bianco · e5 pedone del bianco · g5 alfiere del bianco · h5 cavallo del bianco · d4 pedone del bianco · e4 pedone del bianco · f4 pedone del bianco · g4 re del bianco | d8 donna del nero · f8 torre del nero · c7 pedone del nero · e7 torre del nero · g7 pedone del nero · c6 pedone del bianco · e6 re del nero · g6 pedone del bianco · b5 cavallo del bianco · e5 pedone del bianco · g5 alfiere del bianco · h5 cavallo del bianco · d4 pedone del bianco · e4 pedone del bianco · f4 pedone del bianco · g4 re del bianco | d8 donna del nero · f8 torre del nero · c7 pedone del nero · e7 torre del nero · g7 pedone del nero · c6 pedone del bianco · e6 re del nero · g6 pedone del bianco · b5 cavallo del bianco · e5 pedone del bianco · g5 alfiere del bianco · h5 cavallo del bianco · d4 pedone del bianco · e4 pedone del bianco · f4 pedone del bianco · g4 re del bianco | d8 donna del nero · f8 torre del nero · c7 pedone del nero · e7 torre del nero · g7 pedone del nero · c6 pedone del bianco · e6 re del nero · g6 pedone del bianco · b5 cavallo del bianco · e5 pedone del bianco · g5 alfiere del bianco · h5 cavallo del bianco · d4 pedone del bianco · e4 pedone del bianco · f4 pedone del bianco · g4 re del bianco | d8 donna del nero · f8 torre del nero · c7 pedone del nero · e7 torre del nero · g7 pedone del nero · c6 pedone del bianco · e6 re del nero · g6 pedone del bianco · b5 cavallo del bianco · e5 pedone del bianco · g5 alfiere del bianco · h5 cavallo del bianco · d4 pedone del bianco · e4 pedone del bianco · f4 pedone del bianco · g4 re del bianco | d8 donna del nero · f8 torre del nero · c7 pedone del nero · e7 torre del nero · g7 pedone del nero · c6 pedone del bianco · e6 re del nero · g6 pedone del bianco · b5 cavallo del bianco · e5 pedone del bianco · g5 alfiere del bianco · h5 cavallo del bianco · d4 pedone del bianco · e4 pedone del bianco · f4 pedone del bianco · g4 re del bianco | d8 donna del nero · f8 torre del nero · c7 pedone del nero · e7 torre del nero · g7 pedone del nero · c6 pedone del bianco · e6 re del nero · g6 pedone del bianco · b5 cavallo del bianco · e5 pedone del bianco · g5 alfiere del bianco · h5 cavallo del bianco · d4 pedone del bianco · e4 pedone del bianco · f4 pedone del bianco · g4 re del bianco | 8 |
| 7 | d8 donna del nero · f8 torre del nero · c7 pedone del nero · e7 torre del nero · g7 pedone del nero · c6 pedone del bianco · e6 re del nero · g6 pedone del bianco · b5 cavallo del bianco · e5 pedone del bianco · g5 alfiere del bianco · h5 cavallo del bianco · d4 pedone del bianco · e4 pedone del bianco · f4 pedone del bianco · g4 re del bianco | d8 donna del nero · f8 torre del nero · c7 pedone del nero · e7 torre del nero · g7 pedone del nero · c6 pedone del bianco · e6 re del nero · g6 pedone del bianco · b5 cavallo del bianco · e5 pedone del bianco · g5 alfiere del bianco · h5 cavallo del bianco · d4 pedone del bianco · e4 pedone del bianco · f4 pedone del bianco · g4 re del bianco | d8 donna del nero · f8 torre del nero · c7 pedone del nero · e7 torre del nero · g7 pedone del nero · c6 pedone del bianco · e6 re del nero · g6 pedone del bianco · b5 cavallo del bianco · e5 pedone del bianco · g5 alfiere del bianco · h5 cavallo del bianco · d4 pedone del bianco · e4 pedone del bianco · f4 pedone del bianco · g4 re del bianco | d8 donna del nero · f8 torre del nero · c7 pedone del nero · e7 torre del nero · g7 pedone del nero · c6 pedone del bianco · e6 re del nero · g6 pedone del bianco · b5 cavallo del bianco · e5 pedone del bianco · g5 alfiere del bianco · h5 cavallo del bianco · d4 pedone del bianco · e4 pedone del bianco · f4 pedone del bianco · g4 re del bianco | d8 donna del nero · f8 torre del nero · c7 pedone del nero · e7 torre del nero · g7 pedone del nero · c6 pedone del bianco · e6 re del nero · g6 pedone del bianco · b5 cavallo del bianco · e5 pedone del bianco · g5 alfiere del bianco · h5 cavallo del bianco · d4 pedone del bianco · e4 pedone del bianco · f4 pedone del bianco · g4 re del bianco | d8 donna del nero · f8 torre del nero · c7 pedone del nero · e7 torre del nero · g7 pedone del nero · c6 pedone del bianco · e6 re del nero · g6 pedone del bianco · b5 cavallo del bianco · e5 pedone del bianco · g5 alfiere del bianco · h5 cavallo del bianco · d4 pedone del bianco · e4 pedone del bianco · f4 pedone del bianco · g4 re del bianco | d8 donna del nero · f8 torre del nero · c7 pedone del nero · e7 torre del nero · g7 pedone del nero · c6 pedone del bianco · e6 re del nero · g6 pedone del bianco · b5 cavallo del bianco · e5 pedone del bianco · g5 alfiere del bianco · h5 cavallo del bianco · d4 pedone del bianco · e4 pedone del bianco · f4 pedone del bianco · g4 re del bianco | d8 donna del nero · f8 torre del nero · c7 pedone del nero · e7 torre del nero · g7 pedone del nero · c6 pedone del bianco · e6 re del nero · g6 pedone del bianco · b5 cavallo del bianco · e5 pedone del bianco · g5 alfiere del bianco · h5 cavallo del bianco · d4 pedone del bianco · e4 pedone del bianco · f4 pedone del bianco · g4 re del bianco | 7 |
| 6 | d8 donna del nero · f8 torre del nero · c7 pedone del nero · e7 torre del nero · g7 pedone del nero · c6 pedone del bianco · e6 re del nero · g6 pedone del bianco · b5 cavallo del bianco · e5 pedone del bianco · g5 alfiere del bianco · h5 cavallo del bianco · d4 pedone del bianco · e4 pedone del bianco · f4 pedone del bianco · g4 re del bianco | d8 donna del nero · f8 torre del nero · c7 pedone del nero · e7 torre del nero · g7 pedone del nero · c6 pedone del bianco · e6 re del nero · g6 pedone del bianco · b5 cavallo del bianco · e5 pedone del bianco · g5 alfiere del bianco · h5 cavallo del bianco · d4 pedone del bianco · e4 pedone del bianco · f4 pedone del bianco · g4 re del bianco | d8 donna del nero · f8 torre del nero · c7 pedone del nero · e7 torre del nero · g7 pedone del nero · c6 pedone del bianco · e6 re del nero · g6 pedone del bianco · b5 cavallo del bianco · e5 pedone del bianco · g5 alfiere del bianco · h5 cavallo del bianco · d4 pedone del bianco · e4 pedone del bianco · f4 pedone del bianco · g4 re del bianco | d8 donna del nero · f8 torre del nero · c7 pedone del nero · e7 torre del nero · g7 pedone del nero · c6 pedone del bianco · e6 re del nero · g6 pedone del bianco · b5 cavallo del bianco · e5 pedone del bianco · g5 alfiere del bianco · h5 cavallo del bianco · d4 pedone del bianco · e4 pedone del bianco · f4 pedone del bianco · g4 re del bianco | d8 donna del nero · f8 torre del nero · c7 pedone del nero · e7 torre del nero · g7 pedone del nero · c6 pedone del bianco · e6 re del nero · g6 pedone del bianco · b5 cavallo del bianco · e5 pedone del bianco · g5 alfiere del bianco · h5 cavallo del bianco · d4 pedone del bianco · e4 pedone del bianco · f4 pedone del bianco · g4 re del bianco | d8 donna del nero · f8 torre del nero · c7 pedone del nero · e7 torre del nero · g7 pedone del nero · c6 pedone del bianco · e6 re del nero · g6 pedone del bianco · b5 cavallo del bianco · e5 pedone del bianco · g5 alfiere del bianco · h5 cavallo del bianco · d4 pedone del bianco · e4 pedone del bianco · f4 pedone del bianco · g4 re del bianco | d8 donna del nero · f8 torre del nero · c7 pedone del nero · e7 torre del nero · g7 pedone del nero · c6 pedone del bianco · e6 re del nero · g6 pedone del bianco · b5 cavallo del bianco · e5 pedone del bianco · g5 alfiere del bianco · h5 cavallo del bianco · d4 pedone del bianco · e4 pedone del bianco · f4 pedone del bianco · g4 re del bianco | d8 donna del nero · f8 torre del nero · c7 pedone del nero · e7 torre del nero · g7 pedone del nero · c6 pedone del bianco · e6 re del nero · g6 pedone del bianco · b5 cavallo del bianco · e5 pedone del bianco · g5 alfiere del bianco · h5 cavallo del bianco · d4 pedone del bianco · e4 pedone del bianco · f4 pedone del bianco · g4 re del bianco | 6 |
| 5 | d8 donna del nero · f8 torre del nero · c7 pedone del nero · e7 torre del nero · g7 pedone del nero · c6 pedone del bianco · e6 re del nero · g6 pedone del bianco · b5 cavallo del bianco · e5 pedone del bianco · g5 alfiere del bianco · h5 cavallo del bianco · d4 pedone del bianco · e4 pedone del bianco · f4 pedone del bianco · g4 re del bianco | d8 donna del nero · f8 torre del nero · c7 pedone del nero · e7 torre del nero · g7 pedone del nero · c6 pedone del bianco · e6 re del nero · g6 pedone del bianco · b5 cavallo del bianco · e5 pedone del bianco · g5 alfiere del bianco · h5 cavallo del bianco · d4 pedone del bianco · e4 pedone del bianco · f4 pedone del bianco · g4 re del bianco | d8 donna del nero · f8 torre del nero · c7 pedone del nero · e7 torre del nero · g7 pedone del nero · c6 pedone del bianco · e6 re del nero · g6 pedone del bianco · b5 cavallo del bianco · e5 pedone del bianco · g5 alfiere del bianco · h5 cavallo del bianco · d4 pedone del bianco · e4 pedone del bianco · f4 pedone del bianco · g4 re del bianco | d8 donna del nero · f8 torre del nero · c7 pedone del nero · e7 torre del nero · g7 pedone del nero · c6 pedone del bianco · e6 re del nero · g6 pedone del bianco · b5 cavallo del bianco · e5 pedone del bianco · g5 alfiere del bianco · h5 cavallo del bianco · d4 pedone del bianco · e4 pedone del bianco · f4 pedone del bianco · g4 re del bianco | d8 donna del nero · f8 torre del nero · c7 pedone del nero · e7 torre del nero · g7 pedone del nero · c6 pedone del bianco · e6 re del nero · g6 pedone del bianco · b5 cavallo del bianco · e5 pedone del bianco · g5 alfiere del bianco · h5 cavallo del bianco · d4 pedone del bianco · e4 pedone del bianco · f4 pedone del bianco · g4 re del bianco | d8 donna del nero · f8 torre del nero · c7 pedone del nero · e7 torre del nero · g7 pedone del nero · c6 pedone del bianco · e6 re del nero · g6 pedone del bianco · b5 cavallo del bianco · e5 pedone del bianco · g5 alfiere del bianco · h5 cavallo del bianco · d4 pedone del bianco · e4 pedone del bianco · f4 pedone del bianco · g4 re del bianco | d8 donna del nero · f8 torre del nero · c7 pedone del nero · e7 torre del nero · g7 pedone del nero · c6 pedone del bianco · e6 re del nero · g6 pedone del bianco · b5 cavallo del bianco · e5 pedone del bianco · g5 alfiere del bianco · h5 cavallo del bianco · d4 pedone del bianco · e4 pedone del bianco · f4 pedone del bianco · g4 re del bianco | d8 donna del nero · f8 torre del nero · c7 pedone del nero · e7 torre del nero · g7 pedone del nero · c6 pedone del bianco · e6 re del nero · g6 pedone del bianco · b5 cavallo del bianco · e5 pedone del bianco · g5 alfiere del bianco · h5 cavallo del bianco · d4 pedone del bianco · e4 pedone del bianco · f4 pedone del bianco · g4 re del bianco | 5 |
| 4 | d8 donna del nero · f8 torre del nero · c7 pedone del nero · e7 torre del nero · g7 pedone del nero · c6 pedone del bianco · e6 re del nero · g6 pedone del bianco · b5 cavallo del bianco · e5 pedone del bianco · g5 alfiere del bianco · h5 cavallo del bianco · d4 pedone del bianco · e4 pedone del bianco · f4 pedone del bianco · g4 re del bianco | d8 donna del nero · f8 torre del nero · c7 pedone del nero · e7 torre del nero · g7 pedone del nero · c6 pedone del bianco · e6 re del nero · g6 pedone del bianco · b5 cavallo del bianco · e5 pedone del bianco · g5 alfiere del bianco · h5 cavallo del bianco · d4 pedone del bianco · e4 pedone del bianco · f4 pedone del bianco · g4 re del bianco | d8 donna del nero · f8 torre del nero · c7 pedone del nero · e7 torre del nero · g7 pedone del nero · c6 pedone del bianco · e6 re del nero · g6 pedone del bianco · b5 cavallo del bianco · e5 pedone del bianco · g5 alfiere del bianco · h5 cavallo del bianco · d4 pedone del bianco · e4 pedone del bianco · f4 pedone del bianco · g4 re del bianco | d8 donna del nero · f8 torre del nero · c7 pedone del nero · e7 torre del nero · g7 pedone del nero · c6 pedone del bianco · e6 re del nero · g6 pedone del bianco · b5 cavallo del bianco · e5 pedone del bianco · g5 alfiere del bianco · h5 cavallo del bianco · d4 pedone del bianco · e4 pedone del bianco · f4 pedone del bianco · g4 re del bianco | d8 donna del nero · f8 torre del nero · c7 pedone del nero · e7 torre del nero · g7 pedone del nero · c6 pedone del bianco · e6 re del nero · g6 pedone del bianco · b5 cavallo del bianco · e5 pedone del bianco · g5 alfiere del bianco · h5 cavallo del bianco · d4 pedone del bianco · e4 pedone del bianco · f4 pedone del bianco · g4 re del bianco | d8 donna del nero · f8 torre del nero · c7 pedone del nero · e7 torre del nero · g7 pedone del nero · c6 pedone del bianco · e6 re del nero · g6 pedone del bianco · b5 cavallo del bianco · e5 pedone del bianco · g5 alfiere del bianco · h5 cavallo del bianco · d4 pedone del bianco · e4 pedone del bianco · f4 pedone del bianco · g4 re del bianco | d8 donna del nero · f8 torre del nero · c7 pedone del nero · e7 torre del nero · g7 pedone del nero · c6 pedone del bianco · e6 re del nero · g6 pedone del bianco · b5 cavallo del bianco · e5 pedone del bianco · g5 alfiere del bianco · h5 cavallo del bianco · d4 pedone del bianco · e4 pedone del bianco · f4 pedone del bianco · g4 re del bianco | d8 donna del nero · f8 torre del nero · c7 pedone del nero · e7 torre del nero · g7 pedone del nero · c6 pedone del bianco · e6 re del nero · g6 pedone del bianco · b5 cavallo del bianco · e5 pedone del bianco · g5 alfiere del bianco · h5 cavallo del bianco · d4 pedone del bianco · e4 pedone del bianco · f4 pedone del bianco · g4 re del bianco | 4 |
| 3 | d8 donna del nero · f8 torre del nero · c7 pedone del nero · e7 torre del nero · g7 pedone del nero · c6 pedone del bianco · e6 re del nero · g6 pedone del bianco · b5 cavallo del bianco · e5 pedone del bianco · g5 alfiere del bianco · h5 cavallo del bianco · d4 pedone del bianco · e4 pedone del bianco · f4 pedone del bianco · g4 re del bianco | d8 donna del nero · f8 torre del nero · c7 pedone del nero · e7 torre del nero · g7 pedone del nero · c6 pedone del bianco · e6 re del nero · g6 pedone del bianco · b5 cavallo del bianco · e5 pedone del bianco · g5 alfiere del bianco · h5 cavallo del bianco · d4 pedone del bianco · e4 pedone del bianco · f4 pedone del bianco · g4 re del bianco | d8 donna del nero · f8 torre del nero · c7 pedone del nero · e7 torre del nero · g7 pedone del nero · c6 pedone del bianco · e6 re del nero · g6 pedone del bianco · b5 cavallo del bianco · e5 pedone del bianco · g5 alfiere del bianco · h5 cavallo del bianco · d4 pedone del bianco · e4 pedone del bianco · f4 pedone del bianco · g4 re del bianco | d8 donna del nero · f8 torre del nero · c7 pedone del nero · e7 torre del nero · g7 pedone del nero · c6 pedone del bianco · e6 re del nero · g6 pedone del bianco · b5 cavallo del bianco · e5 pedone del bianco · g5 alfiere del bianco · h5 cavallo del bianco · d4 pedone del bianco · e4 pedone del bianco · f4 pedone del bianco · g4 re del bianco | d8 donna del nero · f8 torre del nero · c7 pedone del nero · e7 torre del nero · g7 pedone del nero · c6 pedone del bianco · e6 re del nero · g6 pedone del bianco · b5 cavallo del bianco · e5 pedone del bianco · g5 alfiere del bianco · h5 cavallo del bianco · d4 pedone del bianco · e4 pedone del bianco · f4 pedone del bianco · g4 re del bianco | d8 donna del nero · f8 torre del nero · c7 pedone del nero · e7 torre del nero · g7 pedone del nero · c6 pedone del bianco · e6 re del nero · g6 pedone del bianco · b5 cavallo del bianco · e5 pedone del bianco · g5 alfiere del bianco · h5 cavallo del bianco · d4 pedone del bianco · e4 pedone del bianco · f4 pedone del bianco · g4 re del bianco | d8 donna del nero · f8 torre del nero · c7 pedone del nero · e7 torre del nero · g7 pedone del nero · c6 pedone del bianco · e6 re del nero · g6 pedone del bianco · b5 cavallo del bianco · e5 pedone del bianco · g5 alfiere del bianco · h5 cavallo del bianco · d4 pedone del bianco · e4 pedone del bianco · f4 pedone del bianco · g4 re del bianco | d8 donna del nero · f8 torre del nero · c7 pedone del nero · e7 torre del nero · g7 pedone del nero · c6 pedone del bianco · e6 re del nero · g6 pedone del bianco · b5 cavallo del bianco · e5 pedone del bianco · g5 alfiere del bianco · h5 cavallo del bianco · d4 pedone del bianco · e4 pedone del bianco · f4 pedone del bianco · g4 re del bianco | 3 |
| 2 | d8 donna del nero · f8 torre del nero · c7 pedone del nero · e7 torre del nero · g7 pedone del nero · c6 pedone del bianco · e6 re del nero · g6 pedone del bianco · b5 cavallo del bianco · e5 pedone del bianco · g5 alfiere del bianco · h5 cavallo del bianco · d4 pedone del bianco · e4 pedone del bianco · f4 pedone del bianco · g4 re del bianco | d8 donna del nero · f8 torre del nero · c7 pedone del nero · e7 torre del nero · g7 pedone del nero · c6 pedone del bianco · e6 re del nero · g6 pedone del bianco · b5 cavallo del bianco · e5 pedone del bianco · g5 alfiere del bianco · h5 cavallo del bianco · d4 pedone del bianco · e4 pedone del bianco · f4 pedone del bianco · g4 re del bianco | d8 donna del nero · f8 torre del nero · c7 pedone del nero · e7 torre del nero · g7 pedone del nero · c6 pedone del bianco · e6 re del nero · g6 pedone del bianco · b5 cavallo del bianco · e5 pedone del bianco · g5 alfiere del bianco · h5 cavallo del bianco · d4 pedone del bianco · e4 pedone del bianco · f4 pedone del bianco · g4 re del bianco | d8 donna del nero · f8 torre del nero · c7 pedone del nero · e7 torre del nero · g7 pedone del nero · c6 pedone del bianco · e6 re del nero · g6 pedone del bianco · b5 cavallo del bianco · e5 pedone del bianco · g5 alfiere del bianco · h5 cavallo del bianco · d4 pedone del bianco · e4 pedone del bianco · f4 pedone del bianco · g4 re del bianco | d8 donna del nero · f8 torre del nero · c7 pedone del nero · e7 torre del nero · g7 pedone del nero · c6 pedone del bianco · e6 re del nero · g6 pedone del bianco · b5 cavallo del bianco · e5 pedone del bianco · g5 alfiere del bianco · h5 cavallo del bianco · d4 pedone del bianco · e4 pedone del bianco · f4 pedone del bianco · g4 re del bianco | d8 donna del nero · f8 torre del nero · c7 pedone del nero · e7 torre del nero · g7 pedone del nero · c6 pedone del bianco · e6 re del nero · g6 pedone del bianco · b5 cavallo del bianco · e5 pedone del bianco · g5 alfiere del bianco · h5 cavallo del bianco · d4 pedone del bianco · e4 pedone del bianco · f4 pedone del bianco · g4 re del bianco | d8 donna del nero · f8 torre del nero · c7 pedone del nero · e7 torre del nero · g7 pedone del nero · c6 pedone del bianco · e6 re del nero · g6 pedone del bianco · b5 cavallo del bianco · e5 pedone del bianco · g5 alfiere del bianco · h5 cavallo del bianco · d4 pedone del bianco · e4 pedone del bianco · f4 pedone del bianco · g4 re del bianco | d8 donna del nero · f8 torre del nero · c7 pedone del nero · e7 torre del nero · g7 pedone del nero · c6 pedone del bianco · e6 re del nero · g6 pedone del bianco · b5 cavallo del bianco · e5 pedone del bianco · g5 alfiere del bianco · h5 cavallo del bianco · d4 pedone del bianco · e4 pedone del bianco · f4 pedone del bianco · g4 re del bianco | 2 |
| 1 | d8 donna del nero · f8 torre del nero · c7 pedone del nero · e7 torre del nero · g7 pedone del nero · c6 pedone del bianco · e6 re del nero · g6 pedone del bianco · b5 cavallo del bianco · e5 pedone del bianco · g5 alfiere del bianco · h5 cavallo del bianco · d4 pedone del bianco · e4 pedone del bianco · f4 pedone del bianco · g4 re del bianco | d8 donna del nero · f8 torre del nero · c7 pedone del nero · e7 torre del nero · g7 pedone del nero · c6 pedone del bianco · e6 re del nero · g6 pedone del bianco · b5 cavallo del bianco · e5 pedone del bianco · g5 alfiere del bianco · h5 cavallo del bianco · d4 pedone del bianco · e4 pedone del bianco · f4 pedone del bianco · g4 re del bianco | d8 donna del nero · f8 torre del nero · c7 pedone del nero · e7 torre del nero · g7 pedone del nero · c6 pedone del bianco · e6 re del nero · g6 pedone del bianco · b5 cavallo del bianco · e5 pedone del bianco · g5 alfiere del bianco · h5 cavallo del bianco · d4 pedone del bianco · e4 pedone del bianco · f4 pedone del bianco · g4 re del bianco | d8 donna del nero · f8 torre del nero · c7 pedone del nero · e7 torre del nero · g7 pedone del nero · c6 pedone del bianco · e6 re del nero · g6 pedone del bianco · b5 cavallo del bianco · e5 pedone del bianco · g5 alfiere del bianco · h5 cavallo del bianco · d4 pedone del bianco · e4 pedone del bianco · f4 pedone del bianco · g4 re del bianco | d8 donna del nero · f8 torre del nero · c7 pedone del nero · e7 torre del nero · g7 pedone del nero · c6 pedone del bianco · e6 re del nero · g6 pedone del bianco · b5 cavallo del bianco · e5 pedone del bianco · g5 alfiere del bianco · h5 cavallo del bianco · d4 pedone del bianco · e4 pedone del bianco · f4 pedone del bianco · g4 re del bianco | d8 donna del nero · f8 torre del nero · c7 pedone del nero · e7 torre del nero · g7 pedone del nero · c6 pedone del bianco · e6 re del nero · g6 pedone del bianco · b5 cavallo del bianco · e5 pedone del bianco · g5 alfiere del bianco · h5 cavallo del bianco · d4 pedone del bianco · e4 pedone del bianco · f4 pedone del bianco · g4 re del bianco | d8 donna del nero · f8 torre del nero · c7 pedone del nero · e7 torre del nero · g7 pedone del nero · c6 pedone del bianco · e6 re del nero · g6 pedone del bianco · b5 cavallo del bianco · e5 pedone del bianco · g5 alfiere del bianco · h5 cavallo del bianco · d4 pedone del bianco · e4 pedone del bianco · f4 pedone del bianco · g4 re del bianco | d8 donna del nero · f8 torre del nero · c7 pedone del nero · e7 torre del nero · g7 pedone del nero · c6 pedone del bianco · e6 re del nero · g6 pedone del bianco · b5 cavallo del bianco · e5 pedone del bianco · g5 alfiere del bianco · h5 cavallo del bianco · d4 pedone del bianco · e4 pedone del bianco · f4 pedone del bianco · g4 re del bianco | 1 |
|   | a | b | c | d | e | f | g | h |   |

Soluzione:
1. Ah4 !  (zugzwang)
1. ... Tff7  2.  Cxg7+ Txg7  3. f5#

1. ... Tef7  2. f5+ Rxf5  3. Cxg7#

1. ... Dd7  2. Cxc7+ Dxc7  3. d5#

1. ... Dd6  2. Cxd6 ...  3. d5#

1. ... Dd5  2. f5+ Txf5  3. exf5#

1. ... Tf6  2. Axf6 ∼  3. f5#